# Париж (фільм, 1926)
Париж (англ. Paris) — американська драма режисера Едмунда Гулдінга 1926 року.

## Сюжет
Молодий американський мільйонер Джеррі знаходиться в Парижі, намагаючись дізнатися про паризький спосіб життя.

## У ролях
- Рей Чарльз — Джеррі
- Джоан Кроуфорд — дівчина
- Дуглас Гілмор — Кіт
- Майкл Вісарофф — Рокко
- Роуз Діоне — Марсель